# Dinosaure (pel·lícula)
Dinosaure (títol original en anglès: Dinosaur) és una pel·lícula d'animació dels estudis Disney del 2000, doblada al català. Es tracta del primer clàssic que barreja imatges de síntesi (personatges) i preses de vistes reals (decorats naturals).

## Argument
La Terra, fa seixanta-cinc milions d'anys. Una colònia de lèmurids que porten una existència plàcida sobre una illa paradisíaca descobreix per casualitat un ou de dinosaure. Quan la closca es trenca, surt un petit iguanodont: Els lèmurs l'acullen i el bategen Aladar. Aquest creix entre ells, amb per a família adoptiva un vell lèmurid, Yar, una mare adoptiva, Plio, i dos joves lemúrids, Zini i Suri. Un dia, durant una pluja de meteorits, un d'ells destrueix l'illa i obliga tothom a l'exili. Troben refugi a prop d'un grup de dinosaures que viatja a la recerca de la Terra dels nius. Aladar fa amistat amb dos vells dinosaures femelles: Baylene, un braquiosaure, i Eema, un estiracosaure, acompanyades per Url, un Ancilosaure d'aspecte de gos boig. Aladar troba poc després Neera, una femella, la primera iguanodont que mai ha conegut; en cau ràpidament enamorat. Però molt ràpidament, Aladar s'enfronta a Kron, germà de Neera, que ha pres el cap de la tropa i es revela ràpidament amb un temperament brutal. Kron no es preocupa gaire d'assegurar la subsistència dels més dèbils. Famolenca, amenaçada pels aterridors carnotaure i sacsejada per dissensions internes, la tropa no té gaires esperances de subsistència. A menys que accepti escoltar Aladar.

## Repartiment
- D. B. Sweeney: Aladar
- Max Casella: Zini
- Alfre Woodard: Plio
- Ossie Davis: Yar
- Hayden Panettiere: Suri
- Samuel E. Wright: Kron
- Julianna Margulies: Neera
- Peter Siragusa: Bruton
- Joan Plowright: Baylene
- Della Reese: Eema

## Al voltant de la pel·lícula

### Una gènesi particular
A l'origen, Dinosaure havia de ser un film mut semblant a La recerca del foc, escrit per Walon Green, guionista de Grup salvatge i El Comboi de la por, i dirigida per Paul Verhoeven. Els Walt Disney Pictures, preocupats pel resultat, prefereixen posar fi al projecte. Aquest reapareix dotze anys més tard sota la forma inesperada d'un film d'animació familiar.

### Els dinosaures al cinema[calcitació]
L'any 1905 apareix un dels primers dinosaures a la pantalla a Prehistoric Man. l'any 1914, Winstor McCay realitza un dibuix animat, Gertie the Dinosaur, mentre que un any més tard, Willis O'Brien comença les seves primeres proves amb criatures prehistòriques. Les seves creacions, utilitzades per Harry Hoyt l'any 1925 a El món Perdut, marquen una nova etapa a la carrera cinematogràfica dels dinosaures.
Des de llavors, se'n veuen cada cop més a la pantalla: King Kong (1933), One Milion B.C. (1940), Fantasia (1940), El Monstre dels temps perduts (1953), Viatge al centre de la Terra (1959), The Lost World: Jurassic Park (1925), La terra oblidada pel temps (1975), sense oblidar Jurassic Park (1993) i El Món perdut: Jurassic Park (1997) i King Kong a les seves noves versions (1976 i 2005).
D'altra banda, la pel·lícula utilitza el mateix principi que la sèrie documental Caminant entre dinosaures barrejant imatges de síntesi (personatges) i preses de vistes reals (decoracions naturals).